# Unité urbaine d'Objat
L'unité urbaine d'Objat est une unité urbaine française centrée sur la commune d'Objat, dans le département de la Corrèze en région Nouvelle-Aquitaine.

## Données générales
Dans le zonage réalisé par l'Insee en 2010, l'unité urbaine était composée de deux communes.
Dans le nouveau zonage réalisé en 2020, elle est composée de trois communes.
En 2022, avec 4 915 habitants, elle représente la 5e unité urbaine du département de la Corrèze.
En 2021, sa densité de population s'élève à 198 hab/km2. Par sa superficie, elle représente 0,42 % du territoire départemental mais, par sa population, elle regroupe 2,03 % de la population du département de la Corrèze.

## Composition 2020 de l'unité urbaine
Elle est composée des trois communes suivantes :
| Nom                  | Code Insee | Département | Statut       | Superficie (km2) | Population (dernière pop. légale) | Densité (hab./km2) | Modifier                                    |
| -------------------- | ---------- | ----------- | ------------ | ---------------- | --------------------------------- | ------------------ | ------------------------------------------- |
| Objat (ville-centre) | 19153      | Corrèze     | ville-centre | 9,57             | 3 737 (2022)                      | 390                | modifier les données · modifier les données |
| Saint-Aulaire        | 19182      | Corrèze     | banlieue     | 10,79            | 769 (2022)                        | 71                 | modifier les données · modifier les données |
| Vars-sur-Roseix      | 19279      | Corrèze     | banlieue     | 4,26             | 409 (2022)                        | 96                 | modifier les données · modifier les données |

## Évolution démographique
| 1968  | 1975  | 1982  | 1990  | 1999  | 2009  | 2014  | 2021  |
| ----- | ----- | ----- | ----- | ----- | ----- | ----- | ----- |
| 3 654 | 4 017 | 4 214 | 4 150 | 4 370 | 4 783 | 4 777 | 4 861 |

#### Données générales
- Unité urbaine en France
- Aire d'attraction d'une ville
- Liste des unités urbaines de France

#### Données démographiques en rapport avec l'unité urbaine d'Objat
- Aire d'attraction de Brive-la-Gaillarde
- Arrondissement de Brive-la-Gaillarde

#### Données démographiques en rapport avec la Corrèze
- Démographie de la Corrèze